# Vienna Open 1992
Il Vienna Open 1992, noto anche come Bank Austria Tennis Trophy per motivi di sponsorizzazione, è stato un torneo di tennis giocato sul sintetico indoor della Wiener Stadthalle di Vienna, in Austria. È stata la 18ª edizione del torneo, faceva parte della categoria ATP World Series nell'ambito dell'ATP Tour 1992 e si è giocato dal 19 al 26 ottobre 1992.

## Vincitori

### Singolare maschile
Petr Korda ha battuto in finale  Gianluca Pozzi con il punteggio di 6–3, 6–2, 5–7, 6–1

### Doppio maschile
Ronnie Båthman /  Anders Järryd hanno battuto in finale  Kent Kinnear /  Udo Riglewski con il punteggio di 6–3, 7–5